# 山田穣 (鉱山学者)
山田 穣（やまだ みのる、1897年（明治30年）12月27日 - 1985年（昭和60年）12月4日）は、昭和時代の日本の鉱山学者。採鉱学の権威。主な研究分野は炭坑内のガス爆発や炭塵爆発。九州大学名誉教授。

## 経歴・人物
現在の愛媛県伊予市にて生まれる。1922年（大正11年）九州帝国大学工学部採鉱学科を卒業。1939年（昭和14年）工学博士。同年、母校の九州帝国大学の教授となり、生産科学研究所長、工学部長を歴任。1953年（昭和28年）11月から1961年（昭和36年）11月まで同大学総長を、退官後の1967年（昭和42年）4月から1978年（昭和53年）3月まで九州共立大学の学長を務めた。ほか、1963年（昭和38年）11月に起きた三井三池三川炭鉱炭塵爆発の政府技術調査団団長を務めた。

## 著作
編著
- 『鉱山保安ハンドブック』朝倉書店、1958年。

## 栄典
- 1968年（昭和43年） - 勲一等瑞宝章[2]